# Miresina bang-haasi
Miresina bang-haasi är en fjärilsart som beskrevs av Erich Martin Hering och Hopp 1927. Miresina bang-haasi ingår i släktet Miresina och familjen snigelspinnare. Inga underarter finns listade i Catalogue of Life.